# Ручью (приток Вычегды)
Ручью (устар. Руч-Ю) — река в России, течёт по территории Усть-Куломского района Республики Коми. Образуется слиянием рек Медручьёль и Ручьёль. Устье реки находится в 615 км по левому берегу реки Вычегды. Длина реки составляет 10 км.

## Данные водного реестра
По данным государственного водного реестра России относится к Двинско-Печорскому бассейновому округу, водохозяйственный участок реки — Вычегда от истока до города Сыктывкар, речной подбассейн реки — Вычегда. Речной бассейн реки — Северная Двина.
Код объекта в государственном водном реестре — 03020200112103000016347.